# Атентат
Атентат, замах, убивство (політика) — умисне вбивство політика чи іншої особи, яка займається громадською діяльністю, з політичних, ідеологічних чи військових причин[джерело?]. Здійснюються з метою досягнення політичної мети (перевороту, розколу ворожої організації и т. п.) одинаками, терористичними організаціями та/або спецслужбами держав.

## Історія
Першим задокументованим прикладом атентату стало вбивство Гедалії, вавилонського намісника Юдеї, скоєне в 586 до нашої ери і описане пророком Єремією.
Також відомими жертвами були Філіп II Македонський та Гай Юлій Цезар. У Китаї було здійснено замах на Цінь Шихуанді.
У Середньовіччі царевбивство було рідкісним, але пізніше тирановбивство чи вбивство з політичних мотивів стало знову поширене. Так, у XVI столітті були вбиті Вільгельм I Оранський та королі Франції Генріх III та Генріх IV.
У XIX столітті атентати стали застосовувати ліві підпільні організації, що виявилося, зокрема, у діяльності народовольців та вбивстві ними імператора Олександра II.
Серед президентів США та їхніх державних діячів були вбиті Авраам Лінкольн, Джеймс Гарфілд, Вільям Мак-Кінлі, Джон Кеннеді та його брат Роберт.
Вбивство спадкоємця австро-угорського престолу Франца-Фердинанда послужило приводом для початку Першої світової війни.
Широку популярність[що?] здобуло вбивство Троцького, що проживав у вигнанні, здійснене за наказом Йосипа Сталіна.
Широко відоме також невдале «полювання», відкрите владою США на Фіделя Кастро після перемоги Кубинської Революції. Влада США також причетна до вбивства чилійського генерала Рене Шнайдера, а також (непрямо) — капітана першого рангу Артуро Арайя.
Чилійська спецслужба ДИНА в період правління Аугусто Піночета здійснила вбивства чилійських політиків-емігрантів Карлоса Пратса та Орландо Летельєра, а також замах на Бернардо Лейтона, який через отримані травми був змушений припинити політичну діяльність.
У 1948 релігійним фанатиком убитий Махатма Ганді, в 1951 - прем'єр-міністр Пакистану Ліакат Алі Хан, а в 1995 - прем'єр-міністр Ізраїлю Іцхак Рабін.
Серед прем'єр-міністрів Індії вбита Індіра Ганді в 1984 і її син Раджив Ганді в 1991.
У 1986 застрелений прем'єр-міністр Швеції Улоф Пальме, а в 1993 від вибуху бомби загинув президент Шрі-Ланки Ранасінгхе Премадаса.
В умовах загострення класової та політичної боротьби найчастіше атентати набували масового характеру. Так, під час першої російської революції 1905-1907 з жовтня 1905 по кінець 1906 революціонерами і терористами вбито і поранено 3611 державних службовців і приватних осіб, за 1907 - понад 4500 осіб, а в перший рік після придушення революції - близько 3900 осіб. За 1908-1910 зафіксовано майже 20 000 терористичних актів та революційних пограбувань із загибеллю 3783 осіб та 3851 людина.
У XXI столітті жертвами атентатів стали прем'єр-міністр Лівану Рафік Харірі, нідерландський політик Пім Фортейн, прем'єр-міністр Пакистану Беназір Бхутто, президент Гвінеї-Бісау Жуан-Бернарду Вієйра, президент Гаїті Жовенель Моїз, прем'єр Японії Абе Сіндзо.